# Coleotechnites piceaella
Coleotechnites piceaella (tên tiếng Anh: Orange Spruce Needleminer) là một loài bướm đêm thuộc họ Gelechiidae. Nó được tìm thấy ở đông bắc Hoa Kỳ và Canada. Nó là loài du nhập ở Âu Châu và đã được ghi nhận lần đầu ở Đại Anh vàonawm 1952 và sau đó là Đức vào năm 1963 và lan ra khắp Trung Âu, đến Pháp, Italia và Hungary.
Có một lứa một năm.
Ấu trùng ăn Picea omorika and Picea pungens.

## Hình ảnh

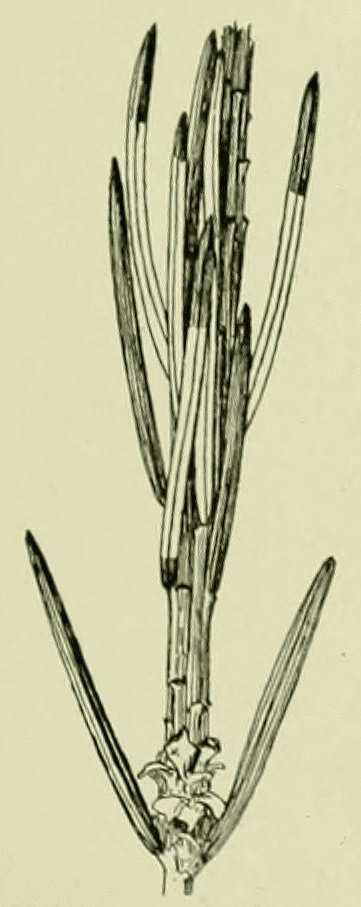
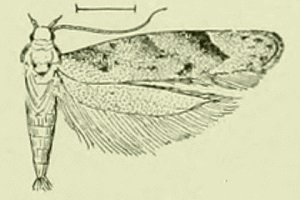